# Clothianidine
Clothianidine is een systemisch insecticide, ontwikkeld door het Japanse bedrijf Sumitomo Chemical Takeda Agro in samenwerking met Bayer CropScience. Het behoort tot de nitroguanidines, dit zijn neonicotinoïden (andere stoffen in deze groep zijn imidacloprid, thiacloprid, acetamiprid en thiamethoxam). In zuivere toestand is het een kleurloos en reukloos poeder. In de praktijk wordt het in vloeibare toestand (als suspensie) gebruikt. Het wordt opgenomen door de wortels of de zaadlobben van ontkiemende plantjes en beschermt de boven- en ondergrondse delen van de plant tegen insecten.
Merknamen zijn Poncho (Bayer CropScience) en Arena (Sumitomo Chemical Takeda Agro).
Clothianidine is tevens een metaboliet, gevormd bij de afbraak van het insecticide thiamethoxam in de bodem.

## Werking
Neonicotinoïden werken antagonistisch op de acetylcholinereceptoren van het centrale zenuwstelsel van de insecten. Ze blokkeren de overdracht van zenuwimpulsen, waardoor de insecten stoppen met eten, verlamd raken en uiteindelijk sterven door verhongering, uitdroging of doordat ze ten prooi vallen aan andere dieren. Deze groep van insecticiden kan ook schadeveroorzakers bestrijden die resistent zijn tegen conventionele insecticiden zoals organofosfaatverbindingen of carbamaten. Neonicotinoïden zijn zeer effectief tegen bladluizen en witte vliegen.

## Toelatingen
In de Verenigde Staten is clothianidine (Poncho) toegelaten sedert 30 mei 2003, voor behandeling van zaden van maïs en koolzaad (dus niet voor gebruik op het land). Arena is toegelaten voor gebruik in gazons sedert 2004.
In de Europese Unie is clothianidine sedert 1 augustus 2006 toegelaten (dat wil zeggen de stof is opgenomen in bijlage 1 bij Richtlijn 91/414). Op 29 april 2013 heeft de Europese Commissie besloten dit pesticide voorlopig te verbieden, omdat het de bijenpopulatie ernstig heeft aangetast en bijen erg belangrijk zijn voor de bestuiving van voedselgewassen. Het verbod, dat inging op 1 december 2013, geldt niet voor de glastuinbouw (kassen), en werd in 2015 heroverwogen.
In België zijn volgende producten erkend:
- Poncho 600 FS (Bayer CropScience) voor gebruik op bieten
- Janus en Poncho Beta (beide Bayer CropScience; combinatie van clothianidine en beta-cyfluthrine), voor behandeling van zaaizaden van bieten

## Gebruik in houtconservering
Clothianidine is in de Europese Unie sinds 1 februari 2010 ook toegelaten als biocide van producttype 8 (houtconserveringsmiddel, enkel voor industrieel of professioneel gebruik), om hout te beschermen tegen insecten zoals termieten en de huisboktor. Er zijn wel beperkingen aan deze toepassing verbonden; zo mag pas behandeld hout niet in contact met de bodem komen om verliezen naar bodem en grondwater te voorkomen.

## Toxicologie en veiligheid
Clothianidine heeft een lage tot matige acute toxiciteit voor zoogdieren, maar is toxisch voor ongewervelde waterdieren. In december 2010 werd bekend dat binnen de Amerikaanse Environmental Protection Agency twijfel was en is over de toxiciteit voor bijenpopulaties. In januari 2013 stelde de European Food Safety Agency (EFSA) vast dat dit pesticide onaanvaardbare schade toebrengt aan bijenvolkeren, die belangrijk zijn voor de bestuiving van voedselgewassen. Het advies van dit agentschap is overgenomen door de Europese Commissie.
Mogelijke effecten op de mens zijn neurotoxische effecten en lichte irritatie van de ogen. In dierproeven zijn effecten vastgesteld die kunnen wijzen op endocriene disruptie. Bij een normaal gebruik wordt echter geen risico voor het publiek verwacht (blootstelling aan residuen van de stof in de voeding).
De stof is zeer persistent in de bodem (halfwaardetijd typisch 830 dagen), is vrij mobiel in de bodem en kan naar het grondwater lekken of aflopen naar oppervlaktewater (vandaar de beperking bij het gebruik als houtconserveringsmiddel).